# Unione Sportiva Recanatese 2022-2023
Questa voce raccoglie le informazioni riguardanti l'Unione Sportiva Recanatese nelle competizioni ufficiali della stagione 2022-2023.

## Divise e sponsor
| Casa | Trasferta |

## Rosa
| N. |                    | Ruolo | Calciatore                   |
| -- | ------------------ | ----- | ---------------------------- |
| 1  | Italia (bandiera)  | P     | Fabrizio Bagheria            |
| 2  | Italia (bandiera)  | D     | Gianluca Longobardi          |
| 3  | Italia (bandiera)  | D     | Gabriele Quacquarelli        |
| 4  | Italia (bandiera)  | C     | Vincenzo Alfieri             |
| 5  | Italia (bandiera)  | D     | Federico Pacciardi           |
| 6  | Albania (bandiera) | D     | Shaqir Tafa                  |
| 7  | Italia (bandiera)  | A     | Giuseppe Guadagni            |
| 8  | Italia (bandiera)  | C     | Gianluca Carpani             |
| 9  | Italia (bandiera)  | A     | Danilo Ventola               |
| 10 | Italia (bandiera)  | A     | Alessandro Sbaffo (capitano) |
| 11 | Italia (bandiera)  | A     | Luca Senigagliesi            |
| 13 | Italia (bandiera)  | D     | Moustapha Yabre              |
| 14 | Italia (bandiera)  | D     | Edoardo Ferrante             |
| 16 | Italia (bandiera)  | C     | Biagio Morrone               |

| N. |                   | Ruolo | Calciatore         |
| -- | ----------------- | ----- | ------------------ |
| 17 | Italia (bandiera) | A     | Filippo Guidobaldi |
| 20 | Italia (bandiera) | A     | Andrea Zammarchi   |
| 21 | Italia (bandiera) | A     | Daniel Giampaolo   |
| 22 | Italia (bandiera) | P     | Mattia Fallani     |
| 24 | Italia (bandiera) | C     | Marco Raparo       |
| 26 | Italia (bandiera) | D     | Andrea Marafini    |
| 31 | Italia (bandiera) | D     | Francesco Somma    |
| 36 | Italia (bandiera) | A     | Daniele Ferretti   |
| 37 | Italia (bandiera) | D     | Samuele Meloni     |
| 54 | Italia (bandiera) | D     | Manuel Peretti     |
| 77 | Italia (bandiera) | P     | Remo Amadio        |
| 89 | Italia (bandiera) | A     | Guido Marilungo    |
|    | Gambia (bandiera) | C     | Francis Gomez      |
|    | Italia (bandiera) | A     | Manél Minicucci    |

## Calciomercato

### Sessione estiva(dall'1/7 all'1/9)
| Acquisti | Acquisti | Acquisti | Acquisti |
| R.       | Nome     | da       | Modalità |
| -------- | -------- | -------- | -------- |

| Cessioni | Cessioni | Cessioni | Cessioni |
| R.       | Nome     | a        | Modalità |
| -------- | -------- | -------- | -------- |

### Sessione invernale(dal 1/1 al 31/1)
| Acquisti | Acquisti          | Acquisti | Acquisti |
| R.       | Nome              | da       | Modalità |
| -------- | ----------------- | -------- | -------- |
| D        | Manuel Peretti    | Palermo  | prestito |
| D        | Moustapha Yabre   | SPAL     | prestito |
| A        | Giuseppe Guadagni | Avellino | prestito |

| Cessioni | Cessioni          | Cessioni  | Cessioni      |
| R.       | Nome              | a         | Modalità      |
| -------- | ----------------- | --------- | ------------- |
| P        | Fabrizio Bagheria | Inter     | fine prestito |
| D        | Samuele Meloni    |           | svincolato    |
| D        | Shaqir Tafa       |           | svincolato    |
| A        | Danilo Ventola    | Ascoli    | fine prestito |
| A        | Andrea Zammarchi  | Roma City | gratuito      |

## Risultati

### Serie C

#### Girone di andata
| Macerata 4 settembre 2022, ore 14:30 CEST 1ª giornata | Recanatese             | 0 – 0 referto | Vis Pesaro | Stadio Helvia Recina (627 spett.)\| Arbitro: \| Delrio (Reggio Emilia) \| |
| Arbitro:                                              | Delrio (Reggio Emilia) |               |            |                                                                           |

| Arbitro: | Mucera (Palermo) |

|                              |           |                  |
| Capello 11’, 18’, 44’ (rig.) | Marcatori | 40’ Senigagliesi |

| Arbitro: | Catanoso (Reggio Calabria) |

|            |           |                |
| Sbaffo 29’ | Marcatori | 11’ Spedalieri |

| Montevarchi 18 settembre 2022, ore 14:30 CEST 4ª giornata | San Donato Tavarnelle | 0 – 0 referto | Recanatese | Stadio Gastone Brilli Peri (250 spett.)\| Arbitro: \| Pacella (Roma 2) \| |
| Arbitro:                                                  | Pacella (Roma 2)      |               |            |                                                                           |

| Arbitro: | Burlando (Genova) |

|  |           |                       |
|  | Marcatori | 36’ Ruocco 39’ Masala |

| Arbitro: | Di Cicco (Lanciano) |

|                                |           |  |
| S. Shpendi 16’ (rig.) Udoh 22’ | Marcatori |  |

| Arbitro: | Cerbasi (Arezzo) |

|                 |           |                   |
| De Feo 35’, 71’ | Marcatori | 7’ (rig.) Ventola |

| Macerata 16 ottobre 2022, ore 14:30 CEST 8ª giornata | Recanatese            | 0 – 0 referto | Lucchese | Stadio Helvia Recina (370 spett.)\| Arbitro: \| Gandino (Alessandria) \| |
| Arbitro:                                             | Gandino (Alessandria) |               |          |                                                                          |

| Pontedera 19 ottobre 2022, ore 18:00 CEST 9ª giornata | Pontedera        | 0 – 0 referto | Recanatese | Stadio Ettore Mannucci (307 spett.)\| Arbitro: \| Leone (Barletta) \| |
| Arbitro:                                              | Leone (Barletta) |               |            |                                                                       |

| Arbitro: | Centi (Terni) |

|                        |           |              |
| Ventola 62’ Sbaffo 68’ | Marcatori | 22’ Paloschi |

| Arbitro: | Ceriello (Chiari) |

|  |           |            |
|  | Marcatori | 48’ Sbaffo |

| Arbitro: | Cherchi (Carbonia) |

|  |           |             |
|  | Marcatori | 71’ Morello |

| Arbitro: | Frascaro (Firenze) |

|               |           |                                    |
| Bulevardi 44’ | Marcatori | 18’ Sbaffo 20’ Alfieri 78’ Carpani |

| Arbitro: | Marotta (Sapri) |

|  |           |              |
|  | Marcatori | 19’ Delcarro |

| Arbitro: | Vogliacco (Bari) |

|            |           |            |
| Jallow 46’ | Marcatori | 78’ Sbaffo |

| Arbitro: | Caldera (Como) |

|  |           |                       |
|  | Marcatori | 88’ (rig.) Pellegrini |

| Arbitro: | Rispoli (Locri) |

|              |           |            |
| Brignani 80’ | Marcatori | 50’ Sbaffo |

| Arbitro: | Fiero (Pistoia) |

|             |           |                        |
| Carpani 62’ | Marcatori | 60’ Meazzi 67’ Zamparo |

| Arbitro: | Di Graci (Como) |

|                                                      |           |  |
| De Santis 5’ Lombardi 14’ Di Massimo 63’ D'Eramo 81’ | Marcatori |  |

#### Girone di ritorno
| Arbitro: | Bordin (Bassano del Grappa) |

|  |           |              |
|  | Marcatori | 90+2’ Sbaffo |

| Arbitro: | Gauzolino (Torino) |

|                                          |           |                           |
| Sbaffo 13’ Carpani 57’, 66’ Guadagni 80’ | Marcatori | 49’ Energe 81’ Cerretelli |

| Fermo 15 gennaio 2023, ore 14:30 CET 22ª giornata | Fermana         | 0 – 0 referto | Recanatese | Stadio Bruno Recchioni (1 492 spett.)\| Arbitro: \| Ancora (Roma 1) \| |
| Arbitro:                                          | Ancora (Roma 1) |               |            |                                                                        |

| Arbitro: | Ceriello (Chiari) |

|            |           |             |
| Sbaffo 43’ | Marcatori | 21’ Bianchi |

| Arbitro: | Gandino (Alessandria) |

|             |           |                    |
| Diakite 39’ | Marcatori | 89’ (aut.) Liviero |

| Arbitro: | Tremolada (Monza) |

|  |           |                                |
|  | Marcatori | 7’, 32’ S. Shpendi 80’ Corazza |

| Recanati 4 febbraio 2023, ore 17:30 CET 26ª giornata | Recanatese                 | 0 – 0 referto | Imolese | Stadio Nicola Tubaldi (300 spett.)\| Arbitro: \| Catanoso (Reggio Calabria) \| |
| Arbitro:                                             | Catanoso (Reggio Calabria) |               |         |                                                                                |

| Arbitro: | Gangi (Enna) |

|                |           |                                   |
| Bruzzaniti 64’ | Marcatori | 30’, 61’ Carpani 81’ Senigagliesi |

| Arbitro: | Di Reda (Molfetta) |

|            |           |  |
| Sbaffo 58’ | Marcatori |  |

| Arbitro: | Gianquinto (Parma) |

|          |           |             |
| Meli 62’ | Marcatori | 77’ Carpani |

| Arbitro: | Gemelli (Messina) |

|            |           |                        |
| Sbaffo 85’ | Marcatori | 80’ Cori 90+2’ Renault |

| Arbitro: | Zago (Conegliano) |

|  |           |              |
|  | Marcatori | 14’ Ferrante |

| Arbitro: | Cerbasi (Arezzo) |

|  |           |                           |
|  | Marcatori | 1’ Di Stefano 84’ Vázquez |

| Arbitro: | Canci (Carrara) |

|               |           |                  |
| Tonelli 90+3’ | Marcatori | 57’, 89’ Carpani |

| Arbitro: | Rispoli (Locri) |

|                                     |           |           |
| Guadagni 54’ Carpani 78’ Sbaffo 87’ | Marcatori | 50’ Biagi |

| Arbitro: | Turrini (Firenze) |

|             |           |             |
| Kabashi 13’ | Marcatori | 51’ Alfieri |

| Arbitro: | Crezzini (Siena) |

|                          |           |                                     |
| Giampaolo 45’ Sbaffo 67’ | Marcatori | 29’ Emerson 66’ (rig.), 81’ Ragatzu |

| Arbitro: | Caldera (Como) |

|              |           |          |
| Tenkorang 5’ | Marcatori | 51’ Vona |

| Arbitro: | Luongo (Napoli) |

|                                                        |           |  |
| Sbaffo 41’ Guidobaldi 45’ Guadagni 81’ Giampaolo 90+2’ | Marcatori |  |

### Play-off

#### Spareggi
| Arbitro: | Bordin (Bassano del Grappa) |

|                |           |               |
| Di Stefano 32’ | Marcatori | 54’ Giampaolo |

### Coppa Italia Serie C

#### Turni eliminatori
| Arbitro: | Maccarini (Arezzo) |

|                              |           |               |
| Di Stefano 31’ Artistico 59’ | Marcatori | 62’ Zammarchi |

## Statistiche

### Statistiche di squadra
| Competizione         | Punti | In casa | In casa | In casa | In casa | In casa | In casa | In trasferta | In trasferta | In trasferta | In trasferta | In trasferta | In trasferta | Totale | Totale | Totale | Totale | Totale | Totale | D.R. |
| Competizione         | Punti | G       | V       | N       | P       | Gf      | Gs      | G            | V            | N            | P            | Gf           | Gs           | G      | V      | N      | P      | Gf     | Gs     | D.R. |
| -------------------- | ----- | ------- | ------- | ------- | ------- | ------- | ------- | ------------ | ------------ | ------------ | ------------ | ------------ | ------------ | ------ | ------ | ------ | ------ | ------ | ------ | ---- |
| Serie C              | 47    | 19      | 5       | 5       | 9       | 20      | 23      | 19           | 6            | 9            | 4            | 19           | 20           | 38     | 11     | 14     | 13     | 39     | 43     | -4   |
| Play-off             | -     | 0       | 0       | 0       | 0       | 0       | 0       | 1            | 0            | 1            | 0            | 1            | 1            | 1      | 0      | 1      | 0      | 1      | 1      | 0    |
| Coppa Italia Serie C | -     | 0       | 0       | 0       | 0       | 0       | 0       | 1            | 0            | 0            | 1            | 1            | 2            | 1      | 0      | 0      | 1      | 1      | 2      | -1   |
| Totale               | -     | 19      | 5       | 5       | 9       | 20      | 23      | 21           | 6            | 10           | 5            | 21           | 23           | 40     | 11     | 15     | 14     | 41     | 46     | -5   |

### Andamento in campionato
| Giornata  | 1  | 2  | 3  | 4  | 5  | 6  | 7  | 8  | 9  | 10 | 11 | 12 | 13 | 14 | 15 | 16 | 17 | 18 | 19 | 20 | 21 | 22 | 23 | 24 | 25 | 26 | 27 | 28 | 29 | 30 | 31 | 32 | 33 | 34 | 35 | 36 | 37 | 38 |
| --------- | -- | -- | -- | -- | -- | -- | -- | -- | -- | -- | -- | -- | -- | -- | -- | -- | -- | -- | -- | -- | -- | -- | -- | -- | -- | -- | -- | -- | -- | -- | -- | -- | -- | -- | -- | -- | -- | -- |
| Luogo     | C  | T  | C  | T  | C  | T  | T  | C  | T  | C  | T  | C  | T  | C  | T  | C  | T  | C  | T  | T  | C  | T  | C  | T  | C  | C  | T  | C  | T  | C  | T  | C  | T  | C  | T  | C  | T  | C  |
| Risultato | N  | P  | N  | N  | P  | P  | P  | N  | N  | V  | V  | P  | V  | P  | N  | P  | N  | P  | P  | V  | V  | N  | N  | N  | P  | N  | V  | V  | N  | P  | V  | P  | V  | V  | N  | P  | N  | V  |
| Posizione | 13 | 17 | 17 | 17 | 18 | 19 | 19 | 20 | 20 | 16 | 15 | 15 | 13 | 14 | 13 | 14 | 14 | 14 | 15 | 15 | 14 | 14 | 14 | 14 | 15 | 15 | 14 | 14 | 14 | 14 | 13 | 13 | 12 | 11 | 12 | 12 | 11 | 11 |

Legenda:

Luogo: C = Casa; T = Trasferta. Risultato: V = Vittoria; N = Pareggio; P = Sconfitta.